# Apanage
Apanage (Latijn appanagium = schenking ad panem = voor het brood) is de toelage (dotatie) uit de staatskas of uit het vermogen van een regerend vorst aan niet-regerende leden van het geslacht. Ook het bezit dat in hun levensonderhoud voorziet wordt apanage genoemd.

## Omschrijving
Apanage was oorspronkelijk tijdens het leenstelsel in de middeleeuwen een systeem waarbij een deel van een kroondomein als leen aan niet-regerende leden van een vorstenhuis werd toegekend.
Aangezien veelal de oudste mannelijke nakomeling dan wel alle mannelijke nakomelingen volgens plaatselijk erfrecht het koninkrijk erft/erven, krijgen een jongere dan wel de vrouwen een apanage, telkens met de clausule dat bij het ontbreken van wettige nakomelingen het domein weer aan de Kroon zal komen. Dat gebeurde in het bijzonder in Frankrijk vanaf de dertiende eeuw, zoals bijvoorbeeld bij de hertogen van Orléans en van Nemours het geval was.
De oudste zoon van Filips de Stoute en diens tweede echtgenote Maria van Brabant, Lodewijk, halfbroer van Filips I van Castilië, ontving van Filips IV als apanage het graafschap Évreux, Étampes, Beaumont-le-Roger, Meulan en Gien en werd zo Graaf van Èvreux (1316).
Het apanage Bourgondië kwam in 1364 toe aan de jongste van de vier koningszonen, Filips, met voogdij over het territorium om met de opbrengst ervan in zijn onderhoud te kunnen voorzien. Filips de Stoute, zoon van koning Jan II van Frankrijk, werd zo stamvader van de Bourgondische dynastie. Na de plotselinge dood in 1477 van de Bourgondische hertog Karel de Stoute op het slagveld in Nancy en het ontbreken van een wettelijke opvolger viel het apanage Bourgondië weer toe aan de Franse kroon.

## Huidige betekenis
In Nederland bedoelt men tegenwoordig met apanage een jaarwedde uit de staatskas toegekend aan de niet-regerende leden van een vorstenhuis. In Nederland zijn dat sinds 30 april 2013 twee leden, te weten prinses Beatrix en koningin Máxima.
Tot hun overlijden ontvingen ook prinses Juliana, prins Bernhard en prins Claus een apanage.
In België wordt de term dotatie gebruikt.